# Вехлиці
Вехлиці (пол. Wiechlice, нім. Wichelsdorf) — село в Польщі, у гміні Шпротава Жаґанського повіту Любуського воєводства.
Населення — 2284 особи (2011).

## Демографія
Демографічна структура станом на 31 березня 2011 року:
|          | Загалом | Допрацездатний вік | Працездатний вік | Постпрацездатний вік |
| -------- | ------- | ------------------ | ---------------- | -------------------- |
| Чоловіки | 1111    | 359                | 714              | 38                   |
| Жінки    | 1173    | 326                | 735              | 112                  |
| Разом    | 2284    | 685                | 1449             | 150                  |